# Euproctis silacea
Euproctis silacea är en fjärilsart som beskrevs av Collenette 1953. Euproctis silacea ingår i släktet Euproctis och familjen tofsspinnare. Inga underarter finns listade i Catalogue of Life.